# Sint-Maartenskerk (Okselare)
De Sint-Maartenskerk (Frans: Église Saint-Martin) is de parochiekerk van de gemeente Okselare in het Franse Noorderdepartement.

## Geschiedenis
De kerk in de huidige vorm is van 1718, maar het middenschip heeft romaanse delen, zoals de voorgevel die in ijzerzandsteen is gebouwd. De kerk werd door de Beeldenstorm (omstreeks 1566) beschadigd maar werd weer hersteld. In 1936 werd de kerk gerestaureerd.

## Gebouw

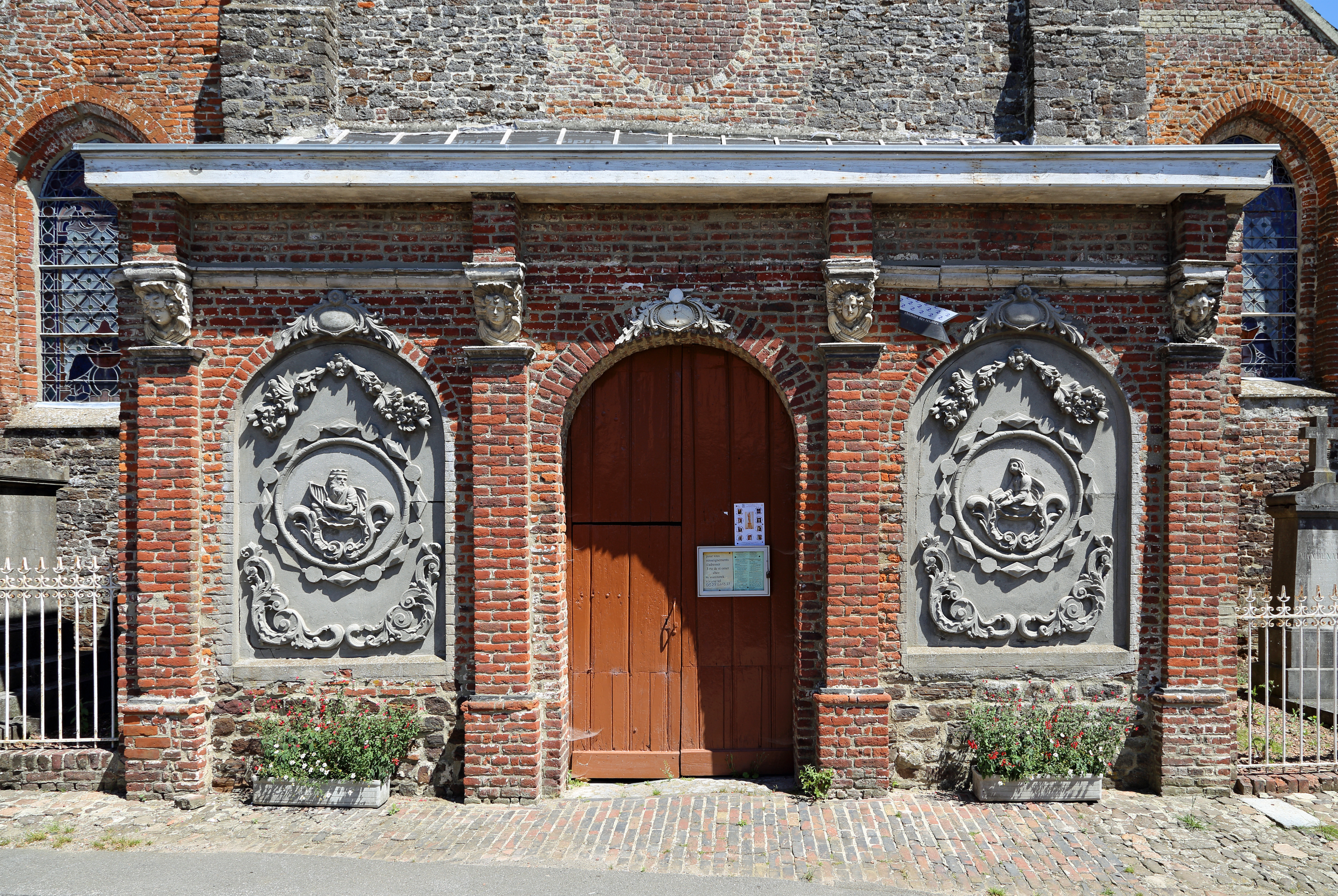
Het portaal

Het gebouw heeft drie beuken onder één dak en is voorzien van een met leien bedekte dakruiter. De vensters zijn in de loop der geschiedenis verplaatst.
Het 18e eeuws portaal is merkwaardig en heeft onder meer twee medaillons die David respectievelijk Sint-Cecilia voorstellen.

## Interieur
Het wandbeschot is in classicistische stijl en evenals de preekstoel, de orgelkast en het draaibare  tabernakel uit de 18e eeuw.